# Trachyderes pacificus
Trachyderes pacificus là một loài bọ cánh cứng trong họ Cerambycidae.